# U-376
| U-376                      | U-376                                                          | U-376                                                          |
| -------------------------- | -------------------------------------------------------------- | -------------------------------------------------------------- |
|                            |                                                                |                                                                |
|                            |                                                                |                                                                |
|                            |                                                                |                                                                |
| Під прапором               | Третій рейх                                                    | Третій рейх                                                    |
| Спуск на воду              | 10 липня 1941 року                                             | 10 липня 1941 року                                             |
| Виведений зі складу флоту  | 7 квітня 1943 року                                             | 7 квітня 1943 року                                             |
| Сучасний статус            | затоплений                                                     | затоплений                                                     |
| Проєкт                     |                                                                |                                                                |
| Тип ПЧ                     | Торпедний ДПЧ                                                  | Торпедний ДПЧ                                                  |
| Основні характеристики     |                                                                |                                                                |
| Швидкість (надводна)       | 17,7 вузла                                                     | 17,7 вузла                                                     |
| Швидкість (підводна)       | 7,6 вузла                                                      | 7,6 вузла                                                      |
| Робоча глибина занурення   | 100 м                                                          | 100 м                                                          |
| Гранична глибина занурення | 220 м                                                          | 220 м                                                          |
| Екіпаж                     | 47 осіб                                                        | 47 осіб                                                        |
| Розміри                    |                                                                |                                                                |
| Довжина найбільша (по КВЛ) | 67,1 м                                                         | 67,1 м                                                         |
| Ширина корпусу найб.       | 6,2 м                                                          | 6,2 м                                                          |
| Висота                     | 9,6 м                                                          | 9,6 м                                                          |
| Середня осадка (по КВЛ)    | 4,70 м                                                         | 4,70 м                                                         |
| Водотоннажність надводна   | 769 т                                                          | 769 т                                                          |
| Озброєння                  |                                                                |                                                                |
| Артилерія                  | одна палубна гармата калібру 88-мм, одна 20-мм зенітна гармата | одна палубна гармата калібру 88-мм, одна 20-мм зенітна гармата |
| Торпедно- мінне озброєння  | 4 носових і один кормовий ТА. 14 торпед або 26 мін             | 4 носових і один кормовий ТА. 14 торпед або 26 мін             |

U-376 — німецький підводний човен типу VIIC, часів Другої світової війни.
Замовлення на будівництво човна було віддане 16 жовтня 1939 року. Човен був закладений на верфі суднобудівної компанії «Howaldtswerke AG» у місті Кіль 3 квітня 1940 року під будівельним номером 7, спущений на воду 10 липня 1941 року, 21 серпня 1941 року увійшов до складу 6-ї флотилії. Також за час служби входив до складу 11-ї та 3-ї флотилій. Єдиним командиром човна був оберлейтенант-цур-зее Фрідріх-Карл Маркс.
Човен зробив 8 бойових походів, у яких потопив 2 судна (загальна водотоннажність 10 146 брт).
Зник безвісти після 7 квітня 1943 року в Біскайській затоці. Всі 47 членів екіпажу вважаються зниклими безвісти.

## Потоплені та пошкоджені кораблі[3]
| Назва   | Тип                | Належність      | Дата            | Тоннаж (БРТ) | Вантаж                                                | Статус    | Місце                                                       |
| Induna  | суховантажне судно | Велика Британія | 30 березня 1942 | 5086         | 2700 т військових матеріалів та газоліну              | потоплено | 70°55′ пн. ш. 37°18′ сх. д. / 70.917° пн. ш. 37.300° сх. д. |
| Hoosier | суховантажне судно | США             | 10 липня 1942   | 5060         | 5029 т техніки, вибухівка та танки як палубний вантаж | потоплено | 69°25′ пн. ш. 38°35′ сх. д. / 69.417° пн. ш. 38.583° сх. д. |